# Базюк, Александр Фёдорович
Алекса́ндр Фёдорович Базю́к (род. 1 августа 1947, Звиняче, Волынская область) — советский и украинский архитектор, Заслуженный архитектор Украины (1997), лауреат Государственной премии Украины в области архитектуры (1999, 2005). Член-корреспондент Украинской академии архитектуры, член Союза архитекторов Украины.

## Биография
Родился 1 августа 1947 года в селе Звиняче.
В 1970 году окончил Львовский политехнический институт. С 1979 по 2003 год работал главным архитектором в «Горпроекте».

## Проекты
- Микрорайон № 3 в Южном районе (Львов)
- Плавательный бассейн по ул. Княгини Ольги (Львов, 1975)
- Административное здание (Львов, 1976)
- Интерьеры гостиницы «Интурист» (1976)
- Микрорайоны № 12 и 15 в жилом массиве «Сихов» (1981)
- Комплексное благоустройство и озеленение парков и скверов Львова (1985—1992).
- Переход «Краковец-Корчева» на украинско-польской границе (1999, соавторы Орест Огоновский, Лидия Кутна, И. Белякова, Александра Дрибнюк, Иван Олейник, конструктор Валерий Куликовский)[1]. Государственная премия Украины в области архитектуры.
- Офисный центр на улице Валовой № 15 во Львове (2002)
- Клиника для больных ДЦП (2003, соавторы: Александра Дрибнюк, Орест Огоновский с участием Лидии Кутной и Романа Доминко, конструктор Валерий Куликовский)[2]. Государственная премия Украины в области архитектуры.
- Укрсоцбанк на площади Мицкевича во Львове (1998—2005, соавтор Орест Огоновский, с участием Владимира Швеца и Василия Князик)[3].
- Реконструкция офисного центра на площади Петрушевича № 3 во Львове (2008)[4].

## Награды
- Премия Совета Министров СССР (1988);
- Заслуженный архитектор Украины (1997);
- Дважды Государственная премия Украины в области архитектуры (1999, 2005).